# Charles Webster
Charles Webster (ur. 26 lipca 1886, zm. 1961) – brytyjski historyk. 
Profesor historii najnowszej na Uniwersytecie w Liverpoolu 1914-1922, profesor historii na Uniwersytecie Harvarda 1928-1932. W czasie II wojny światowej pracował w brytyjskim Ministerstwie Spraw Zagranicznych.   

## Wybrane publikacje
- The Congress of Vienna, OUP, 1919 (Revd. ed. 1934) online
- The European alliance, 1815-1825 (University of Calcutta, 1929)
- The Congress of Vienna, 1814-1815 (Foreign Office Historical Section, London, 1919)
- British diplomacy, 1813-1815 : select documents dealing with the reconstruction of Europe (1921); 409pp online
- Editor of Britain and the independence of Latin America, 1812-1830 (Ibero-American Institute of Great Britain, London, 1938)
- The art and practice of diplomacy (LSE, London, 1952) online edition

- British Foreign Policy since the Second World War
- The Congress of Vienna, 1814-15, and the Conference of Paris, 1919 (London, 1923)
- The foreign policy of Castlereagh, 1815-1822 (G Bell and Sons, London, 1925)
- The Foreign Policy of Palmerston (1951) online edition
- The founder of the national home (Weizmann Science Press of Israel, 1955)
- The League of Nations in theory and practice (Allen and Unwin, London, 1933)
- The pacification of Europe, 1813-1815 (1922)
- Palmerston, Metternich and the European system, 1830-1841 (Humphrey Milford, London, 1934)
- Sanctions: the use of force in an international organisation (London, 1956)
- Some problems of international organisation (University of Leeds, 1943)
- What the world owes to President Wilson (League of Nations Union, London, 1930)
- The strategic air offensive against Germany, 1939-1945 (HMSO, London, 1961)
- Editor of British diplomatic representatives, 1789-1852 (London, 1934)
- Editor of Some letters of the Duke of Wellington to his brother, William Wellesley-Pole (London, 1948).

## Publikacje w języku polskim
- "Polityka zagraniczna Castlereagha 1815-1822": Castlereagh przed sądem historii,przeł. Marian Kukiel [w:] Współcześni historycy brytyjscy. Wybór z pism, oprac. i przedmową zaopatrzył Jerzy Z. Kędzierski, słowo wstępne G. P. Gooch, Londyn: B. Świderski 1963, s. 577-588.